# Carlisle (Massachusetts)
Carlisle, auch Carlisle Station, ist eine kleine Stadt im Middlesex County des US-Bundesstaats Massachusetts in den Vereinigten Staaten, ungefähr zehn Kilometer von Lowell entfernt. Das U.S. Census Bureau hat bei der Volkszählung 2020 eine Einwohnerzahl von 5.237 ermittelt.

## Geschichte
Carlisle wurde im Jahre 1650 erstmals besiedelt und 1780 zu einem District in Concord.

## Demographie
Laut der Erhebung aus dem Jahr 2000 leben in Carlisle 4717 Personen in 1618 Haushaltungen, davon 1372 Familien. Die Bevölkerungsdichte beträgt 118,6/km². Die ethnische Zusammensetzung schlüsselt sich auf in 93,5 % Weiße, 0,17 % Afroamerikaner, 0,060 % Ureinwohner, 4,83 % Asiaten, 0,040 % Pazifische Insulaner und 1,42 % Sonstige. Das mittlere Einkommen eines Haushaltes betrug 129.811 US-Dollar. 2,4 % der Bevölkerung leben unterhalb der Armutsgrenze.

## Trivia
- Während der Übergabe der olympischen Fackel zu den Spielen 2002 in Salt Lake City lief der Überbringer durch Carlisle.
- Carlisle besitzt eine eigene Zeitung mit Namen "The Mosquito".

## Persönlichkeiten
Der Comic-Zeichner Darby Conley (* 1970) der Comic-Serie "Get Fuzzy" und der CNN-Fernsehjournalist John Berman (* 1972) sind in Carlisle geboren.